# Weniger ist mehr (Film)
Weniger ist mehr ist ein deutscher Fernsehfilm von Jan Růžička aus dem Jahr 2013. Benno Fürmann und Ulrike C. Tscharre spielen in der Filmkomödie die Hauptrollen als ein Ehepaar, das ungewöhnliche Wege geht. Ein Neuanfang soll das Familienleben auffrischen.

## Handlung
Frank Schuster hat sich ein Leben im Wohlstand aufgebaut. Erfolgreich im Job hetzt er von einem Termin zum Nächsten. Als Workaholic verbringt er viel zu wenig Zeit mit seiner Familie. Erst nach einem schweren Autounfall wird ihm bewusst, dass es mehr im Leben gibt, als sich für die Firma aufzuopfern. Mit radikalen Veränderungen überrascht er seine Frau Veronika und die beiden Kinder. Er kündigt seinen gutbezahlten Arbeitsplatz und zieht mit ihr und dem Nachwuchs in eine weniger noble Wohngegend. Von nun an soll Bescheidenheit das Familienleben bestimmen.
Natürlich hält sich die Begeisterung beim Rest der Familie in Grenzen. Veronika nutzt die Gelegenheit, eine Stelle anzunehmen, um sich selbst zu verwirklichen und um das Familieneinkommen aufzubessern. Teenager Janina rebelliert anfangs heftig gegen den sozialen Abstieg, kann dann aber doch Freunde im neuen Milieu finden. Ab nun gilt es, den Alltag mit kleinen Freuden angenehmer zu gestalten.

## Kritik
„Nicht gerade originell konzipierte (Fernseh-)Komödie, die aber durch das pointierte Spiel des Hauptdarstellers durchaus für sich einnimmt.“

## Hintergrundinformationen
Drehorte waren neben der bayerischen Landeshauptstadt München zwei Gemeinden am Starnberger See.
Der Film wurde von der Münchner „Hager Moss Film GmbH“ produziert. Die Erstausstrahlung erfolgte am 4. Oktober 2013 in der ARD mit einem Marktanteil von 14,3 %.

## Filmmusik
- Eblouie par la nuit – Zaz
- A well respected man – The Kinks
- Also sprach Zarathustra – Eumir Deodato
- Island in the sun – Weezer
- Mad world – Gary Jules
- I like Birds – Eels
- Go on – Jack Johnson
- Down in the valley – The Head and the Heart

Quelle: 